# Sejm piotrkowski 1533
Sejm piotrkowski 1533 – Sejm walny Korony Królestwa Polskiego został zwołany 23 października 1532 roku do Piotrkowa.
Sejmiki przedsejmowe odbyły się: poznańsko-kaliski 3 grudnia, sieradzki w Szadku 9 grudnia, łęczycki 5 grudnia, kujawsko-inowrocławski w Radziejowie 5 grudnia, płocki w Raciążu 6 listopada, sochaczewski 6 listopada, gostyński w Gąbinie 29 listopada, rawski 3 grudnia, dobrzyński w Rypinie 9 grudnia, mazowieckie, 2 grudnia, główny w Warszawie 12 grudnia, krakowski w Proszowicach 5 grudnia, sandomierski w Opatowie 3 grudnia, lubelski 2 grudnia, bełzki 23 listopada, chełmski 22 listopada, ruski w Wiśni 29 listopada, generalny korczyński 10 grudnia 1532 roku. 
Obrady sejmu trwały od 23 stycznia do 14 lutego 1533 roku.